# Långtjärnen (Arjeplogs socken, Lappland, 733572-158389)
Långtjärnen är en sjö i Arjeplogs kommun i Lappland och ingår i Skellefteälvens huvudavrinningsområde. Sjön har en area på 0,079 kvadratkilometer och ligger 598,7 meter över havet. Långtjärnen ligger i Akkelis Natura 2000-område.

## Delavrinningsområde
Långtjärnen ingår i det delavrinningsområde (733416-158612) som SMHI kallar för Utloppet av Ullaksjön. Medelhöjden är 478 meter över havet och ytan är 23,21 kvadratkilometer. Det finns inga avrinningsområden uppströms utan avrinningsområdet är högsta punkten. Vattendraget som avvattnar avrinningsområdet har biflödesordning 2, vilket innebär att vattnet flödar genom totalt 2 vattendrag innan det når havet efter 261 kilometer. Avrinningsområdet består mestadels av skog (76 procent). Avrinningsområdet har 3,36 kvadratkilometer vattenytor vilket ger det en sjöprocent på 14,4 procent.